# WWE-pay-per-viewevenementen 2015
De WWE-pay-per-viewevenementen in 2015 bestonden uit pay-per-view evenementen in het professioneel worstelen die door de WWE werden georganiseerd in het kalenderjaar 2015.

## WWE-pay-per-viewevenementen in 2015
| 25 januari 2015   | Royal Rumble                    | Wells Fargo Center    | Philadelphia   |
| 11 februari 2015  | NXT TakeOver: Rival             | Full Sail University  | Winter Park    |
| 22 februari 2015  | Fastlane                        | FedEx Forum           | Memphis        |
| 29 maart 2015     | WrestleMania 31                 | Levi's Stadium        | Santa Clara    |
| 26 april 2015     | Extreme Rules                   | Allstate Arena        | Rosemont       |
| 28 april 2015     | King of the Ring                | iWireless Center      | Moline         |
| 17 mei 2015       | Payback                         | Royal Farms Arena     | Baltimore      |
| 20 mei 2015       | NXT TakeOver: Unstoppable       | Full Sail University  | Winter Park    |
| 31 mei 2015       | Elimination Chamber             | American Bank Center  | Corpus Christi |
| 14 juni 2015      | Money in the Bank               | Nationwide Arena      | Columbus       |
| 4 juli 2015       | The Beast in the East           | Ryōgoku Sumo Hall     | Sumida         |
| 19 juli 2015      | Battleground                    | Scottrade Center      | St. Louis      |
| 22 augustus 2015  | NXT TakeOver: Brooklyn          | Barclays Center       | Brooklyn       |
| 23 augustus 2015  | SummerSlam                      | Barclays Center       | Brooklyn       |
| 20 september 2015 | Night of Champions              | Toyota Center         | Houston        |
| 3 oktober 2015    | Live from Madison Square Garden | Madison Square Garden | New Yotk       |
| 7 oktober 2015    | NXT TakeOver: Respect           | Full Sail University  | Winter Park    |
| 25 oktober 2015   | Hell in a cell                  | Staples Center        | Los Angeles    |
| 22 november 2015  | Survivor Series                 | Philips Arena         | Atlanta        |
| 13 december 2015  | TLC: Tables, Ladders & Chairs   | TD Garden             | Boston         |
| 16 december 2015  | NXT TakeOver: London            | SSE Arena, Wembley    | Londen         |